# Xi'an
Xi'an (kinesisk 西安 Xī'ān, tidligere stavet Sian) er hovedstaden i Shaanxi-provinsen i Kina.
Der bor ca. 3,2 mio. i selve byen og 7,8 mio. i stor-Xian.
Før Ming-dynastiet gav byen navnet Xi'an hed byen Chang'an og var Kinas hovedstad for Tang-dynastiet (619-907) med hovedcenter i Damingpaladset, der i dag er under restaurering.
Byen har en velbevaret bymur fra 1370.
Mausoleet for Qin Shi Huang (秦始皇) og hans terracotta hær ligger 40 km øst for byens forstæder.

## Klima
| Vejr for Xi'an                    | Vejr for Xi'an | Vejr for Xi'an | Vejr for Xi'an | Vejr for Xi'an | Vejr for Xi'an | Vejr for Xi'an | Vejr for Xi'an | Vejr for Xi'an | Vejr for Xi'an | Vejr for Xi'an | Vejr for Xi'an | Vejr for Xi'an | Vejr for Xi'an |
|                                   | Jan            | Feb            | Mar            | Apr            | Maj            | Jun            | Jul            | Aug            | Sep            | Okt            | Nov            | Dec            | År             |
| --------------------------------- | -------------- | -------------- | -------------- | -------------- | -------------- | -------------- | -------------- | -------------- | -------------- | -------------- | -------------- | -------------- | -------------- |
| Gennemsnitlig maks °C             | 5,1            | 8,9            | 14,4           | 21,5           | 26,6           | 31,4           | 32,4           | 30,3           | 25,6           | 19,3           | 12,4           | 6,3            | 19,5           |
| Gennemsnitlig min °C              | −3,3           | −0,4           | 4,1            | 10,3           | 15,1           | 19,9           | 22,3           | 21             | 16,5           | 10,2           | 3,2            | −2,2           | 9,7            |
| Gennemsnitlig nedbør mm           | 7              | 10             | 27             | 38             | 55             | 65             | 98             | 79             | 94             | 62             | 22             | 7              | 564            |
| Kilde (27. februar 2019): TurVejr |                |                |                |                |                |                |                |                |                |                |                |                |                |

## Myndigheder
Den lokale leder i Kinas kommunistiske parti er Wang Hao. Borgmester er Li Mingyuan, pr. 2021.
- Xi'an
- Mausoleet for Qin Shi Huang